# Bülowstraße (München)
Die Bülowstraße ist eine verhältnismäßig kurze Innerortsstraße und Ein- und Ausfallstraße im Stadtbezirk 13 Bogenhausen von München.

## Verlauf

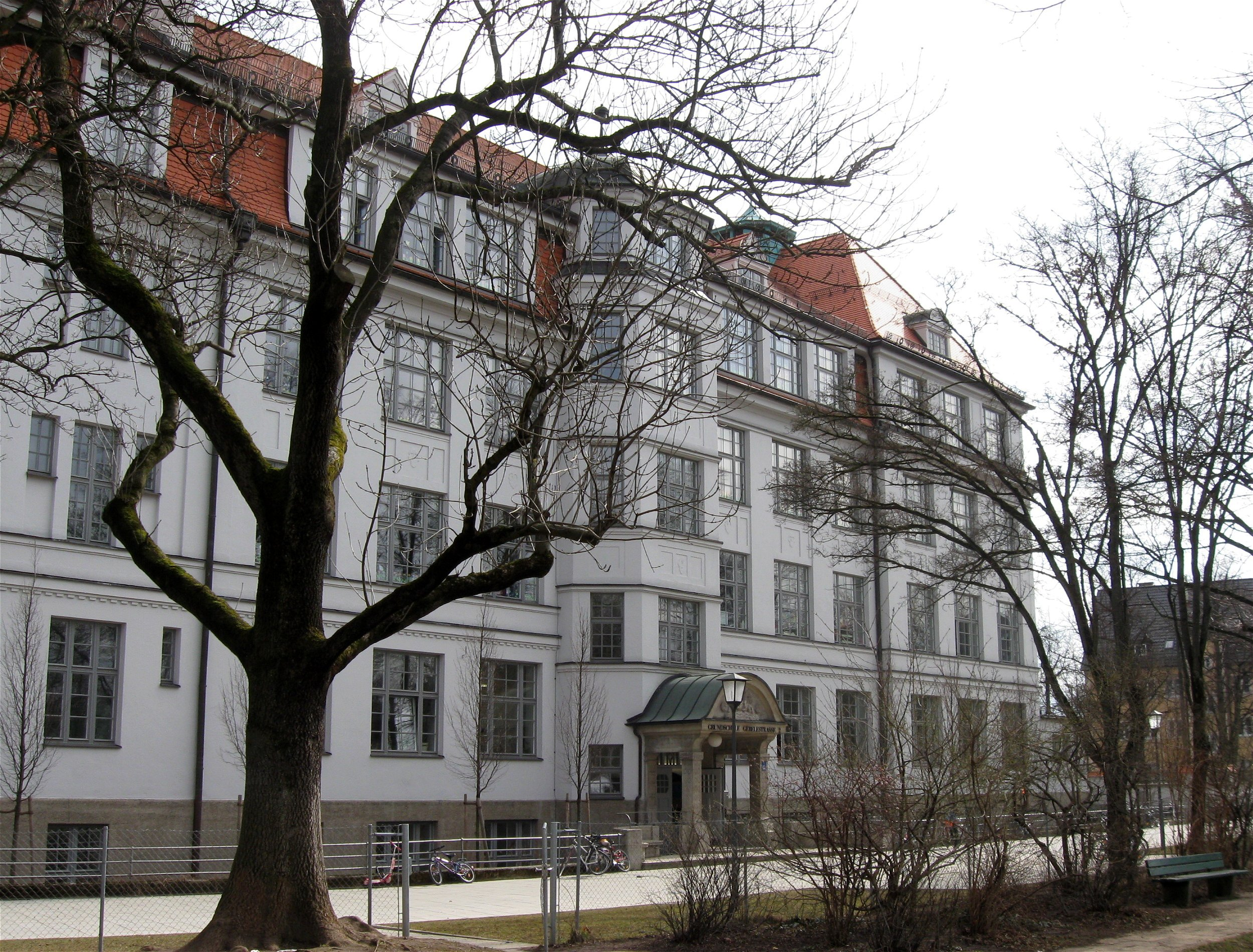
Gebele-Schule

Die Straße liegt im Verlauf der historischen Verbindung nach Englschalking. Sie verläuft in Südwest-Nordost-Richtung vom Herkomerplatz, zu dem die Ismaninger Straße, die Montgelasstraße, die Denninger Straße und die Oberföhringer Straße anschließt, zum Effnerplatz, an dem sie nach Überquerung des Isarrings und der Richard-Strauss-Straße – als Teile des Mittleren Rings –  in die Effnerstraße übergeht, die bald die Englschalkinger Straße abzweigen lässt. Die Fahrspuren der Bülowstraße sind durch Straßenbahngleise getrennt.

## Öffentlicher Verkehr
Die Bülowstraße wird von den (auf eigenem Gleisbett geführten) Straßenbahnlinien 16 und 17/37 bedient (Haltestellen Herkomerplatz und Effnerplatz, mit Wendeschleife). Außerdem bestehen mehrere Anschlüsse an das städtische Omnibusnetz (Nähe Herkomerplatz und Effnerplatz).

## Geschichte
Bis zum Bau des Arabellaparks war die Straße Teil der Englschalkinger Straße. 1963 erfolgte mit der Eröffnung der Kennedybrücke der Ringschluss des am Effnerplatz kreuzenden Mittleren Rings. Die Anlage des Arabellaparks führte zur Verlegung der Englschalkinger Straße, die nunmehr auf die Effnerstraße führte; ihr Südwestteil wurde abgetrennt und 1962 nach dem Dirigenten und Pianisten sowie Münchner Hofkapellmeister Hans von Bülow (1830 bis 1894; nicht wie in der bekannteren Berliner Bülowstraße nach einem General) benannt.

## Baudenkmäler
In der Nähe:
Am Effnerplatz:

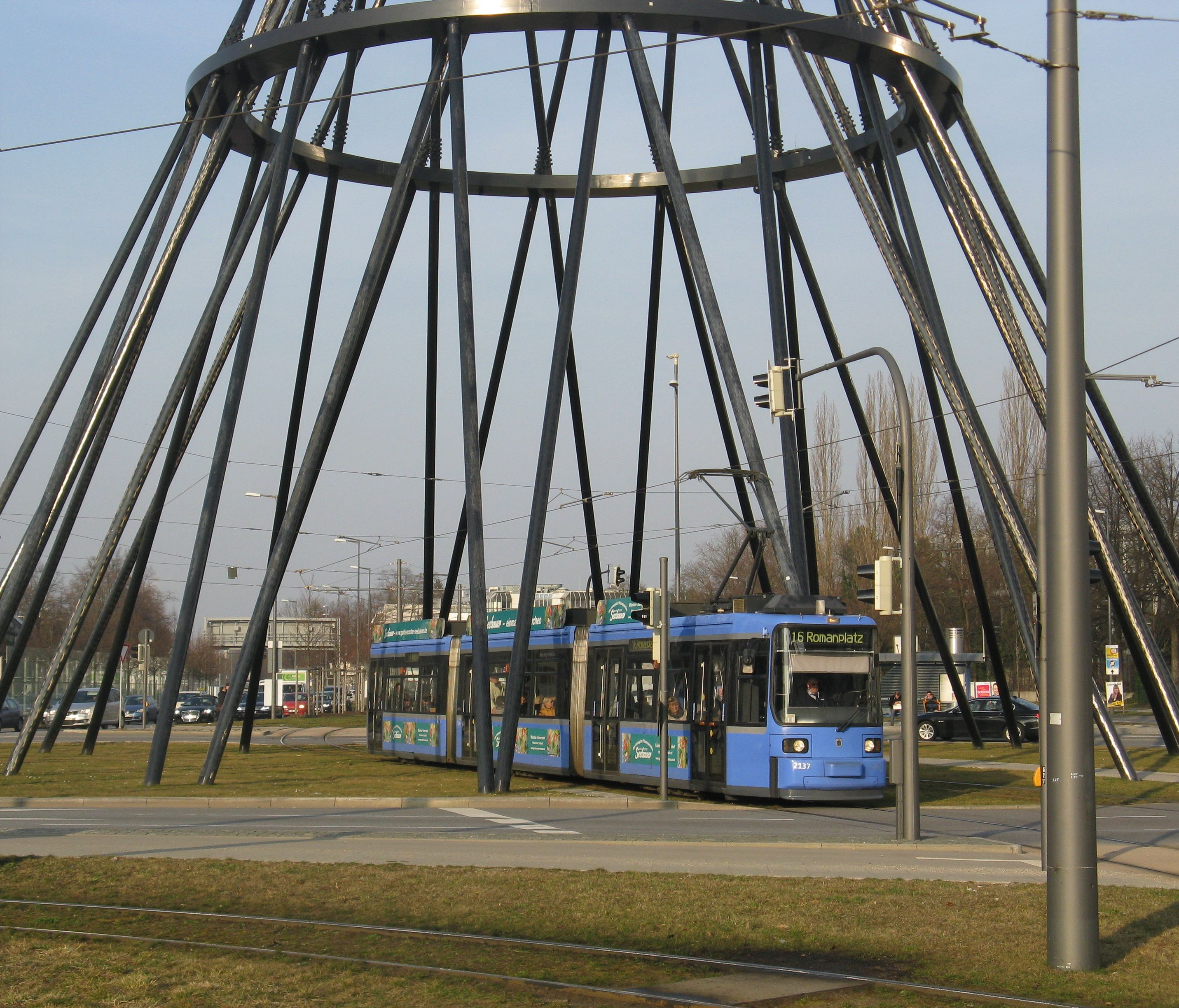
Mae West am Effnerplatz

- Inmitten des Rondells des Effnerplatzes am Ende der Bülowstraße steht die markante, von der Straßenbahn durchfahrene Plastik Mae West von Rita McBride.

An der Gebelestraße:
- Grundschule an der Gebelestraße (Gebelestraße 2), 1913/14 zunächst als „halbes Schulhaus“ von Wilhelm Bertsch errichtet.[5]